# Stazione di Albizzate-Solbiate Arno
La stazione di Albizzate-Solbiate Arno è una stazione ferroviaria posta sulla ferrovia Gallarate-Varese.
La stazione serve il comune di Albizzate, nonché il comune limitrofo di Solbiate Arno.

## Strutture ed impianti
Il piano del ferro è costituito da due binari di corsa, serviti di banchine munite di sottopassaggio:
- Binario 1: fermano tutti i treni suburbani diretti a Varese;
- Binario 2: fermano tutti i treni suburbani diretti a Pioltello-Limito/Treviglio.

Era presente un secondo binario, deviato, servito di banchina, dismesso in seguito a lavori di riqualificazione dell'impianto.
Fino all'inizio degli anni 1990 era in funzione uno scalo merci, lato Varese, costituito da 2 binari di cui uno a raso e l'altro a servizio del magazzino merci e del piano caricatore con Gru di portata 6 tonnellate, successivamente disarmato, essendo cessato il servizio merci sulla linea. 
Negli anni 2010, nell'ottica dei lavori di riqualifica degli impianti dell'intera linea (propedeutici alla realizzazione del tracciato Arcisate-Stabio) e volti all'eliminazione del Blocco Elettrico Manuale e al telecomando degli impianti, è stata attivata una nuova banchina dotata di ascensori e sottopasso sul sedime del terzo binario (precedentemente di linea) mentre il secondo binario è stato riattivato come binario di linea in posizione più esterna. Sono inoltre state attivate due comunicazioni lato Varese facendo assumere all'impianto la funzione di Posto di Comunicazione (non nel nome per via del fatto che il servizio viaggiatori è ancora presente), e un Apparato Centrale Elettrico ad Itinerari per la gestione del movimento.
L'impianto, originariamente presenziato da Dirigente di Movimento, in seguito alla riqualifica è stato posto in telecomando dal sistema SCC della Gallarate-Varese-Porto Ceresio con Posto Centrale presso la sala CCC di Milano Greco Pirelli.

## Movimento
La stazione è servita dai treni del servizio ferroviario suburbano di Milano, linea S5 (Varese-Pioltello Limito-Treviglio), svolti da Trenord, nell'ambito di contratto stipulato con Regione Lombardia.

## Servizi
La stazione è classificata da RFI nella categoria "Silver" e dispone di:
- Sottopassaggio
- Biglietteria automatica